# Cephenemyia apicata
Cephenemyia apicata är en tvåvingeart som beskrevs av Bennett och Curtis W. Sabrosky 1962. Cephenemyia apicata ingår i släktet Cephenemyia och familjen styngflugor. Inga underarter finns listade i Catalogue of Life.